# Пандит (разведчик)
Панди́т или пундит (санскр. पण्डित [пандита] дословно — «учёный») — житель Южной Азии, которого британские власти в XIX веке использовали как разведчика неизученных ими местностей к северу от Британской Индии.
Пандитов обучали в Управлении Великой тригонометрической съемки Индии. Британский военный инженер Томас Монтгомери и майор Уокер в 1860-е годы разработали для них особые приемы для тайной съемки местности.
Часто пандиты путешествовали по Великому шелковому пути под видом буддистских паломников. Так как пандитов могли уличить в шпионаже, то они вынуждены были тщательно скрывать, чем они на самом деле занимаются. Пройденное расстояния они измеряли шагами и регистрировали с помощью четок (после каждых ста шагов перемещалась одна бусинка). В молитвенных барабанах вместо свитков с молитвами они прятали рулоны бумаги для ведения дневниковых записей и компасы, а термометры для измерения температуры кипения воды (для определения высоты) они прятали в верхней части своих посохов. Ртуть для установки искусственного горизонта при снятии показаний секстана пандиты прятали в раковинах каури, и при работе с секстаном наливали её в молитвенный шар паломника. Сами секстаны, теодолиты и другие инструменты прятались в ящиках с двойным дном.
Первым учеником Монтгомери был Мохамед-ай-Хэмид. Он летом 1863 г. отправился в Яркенд в Китайском Туркестане из Ладакха и через перевал Каракорум по долине Раскемдарьи.
В 1866 году пандит Найн Сингх Рават добрался до Лхасы, а на обратном пути он посетил озеро Манасаровар, до того европейцам неизвестное. Через восемь лет Наин-Синг второй раз пересек Гималаи, присоединившись под видом ламы-паломника к каравану навьюченных овец. Он сумел исследовать весь Южный Тибет, определил географическую широту в трехстах точках, высоту — в пятистах, определил линию водораздела между Брахмапутрой и бессточными озёрами. Другой знаменитый топограф-пандит — Кришна Синг, двоюродный брат Найн Синга, — выдавал себя за купца, перегонявшего навьюченных овец.
Подготовка пандита для целей Большой игры описана в романе Редьярда Киплинга «Ким».